# William Lloyd Webber
William Southcombe Lloyd Webber (* 11. März 1914 in London; † 29. Oktober 1982 in London) war ein britischer Kirchenmusiker und Komponist.

## Biographie
Bereits als 14-Jähriger konzertierte William Lloyd Webber als Organist an verschiedenen Kirchen in London und England. Webber studierte am Royal College of Music, unter anderem bei Ralph Vaughan Williams. Da es am College noch einen anderen Studenten mit Namen William Webber gab, benutzte William seinen dritten Vornamen Lloyd fortan als Teil seines Nachnamens.
1938 war er Organist und Chorleiter an All Saints, später in Central Hall, Westminster, einer bedeutenden Methodistenkirche. Die ersten Kompositionen entstanden in den 30er Jahren.
1942 heiratete er die Pianistin und Geigerin Jean Johnstone. Aus der Ehe gingen die beiden Söhne Andrew (* 1948) und Julian (* 1951) hervor. Beide Söhne sind in die Fußstapfen der Eltern getreten und bedeutende Musiker bzw. Komponisten geworden, insbesondere die Musicalmelodien Andrews prägten die Musik des späten 20. Jahrhunderts nachhaltig.
Zwischen 1945 und Mitte der 1950er Jahre komponierte Lloyd Webber Vokal- und Instrumentalmusik, Chor- und Orgelwerke, Kammermusik und Orchesterwerke. Dann übernahm er eine Professur für Musiktheorie und Komposition am Royal College of Music in London; von 1964 bis zu seinem Tod war er Direktor dieses Colleges.
William Lloyd Webbers Musik hat in den letzten Jahren eine größere Beachtung gefunden, vermutlich aufgrund der Berühmtheit seiner beiden Söhne.
Andrew Lloyd Webber schrieb sein Requiem im Andenken an seinen Vater.

## Werke

### Für Orchester
- Aurora
- Three Spring Miniatures
- Lento for Strings
- Serenade for Strings
- Invocation

### Instrumentalwerke
- Nocturne (Vc., Kl.)
- Three Pieces: In the Half-Light; Air Varie; Slumber Song (Vc., Kl.)
- Air and Variations (Klar., Kl.)
- Frensham Pond (Klar., Kl.)
- Sonatina (Fl., Kl.)
- Mulberry Cottage (Fl., Kl.)
- Summer Pastures (Hrn., Kl.)
- Fantasy Trio (Klaviertrio)
- Suite in B flat (Trp., Kl.)
- Sonatina (Va., Kl.)
- The Gardens at Eastwell (Vl., Kl./Hrf.)
- Benedictus (Vl., Org.)
- Three Spring Miniatures (Kl.)
- Six Pieces: A Song for the Morning; Scherzo in G minor; Arabesque; Romantic Evening; Explanation; Song without Words (Kl.)
- Three Pieces: Presto for Perseus; Autumn Elf; Badinage de Noel (Kl.)
- Scenes from Childhood: Cake Walk; Sentimental Waltz; Air; Scherzo; Evening Hymn; China Doll (Kl.)
- A Short Tone-Study (Kl.)
- River Song (Klavierduo)
- Danse Macabre (2 Kl.)

#### Orgelwerke
- Chorale, Cantilena & Finale
- Three Recital Pieces: Prelude; Barcarolle; Nuptial March
- Aria - Thirteen pieces for organ: Prelude on St Cross; Choral March; Communion; Solemn Procession; Prelude on Passion Chorale; Prelude on Rockingham; Festal March; Prelude on Gerontius; Aria; Verset for Organ; Prelude on Winchester New; Vesper Hymn; Meditation on Stracathro
- Reflections - Seven pieces for organ: Prelude; Slumber Song; Summer Pastures; Romance; Intermezzo; Christ in the Tomb (from 'The Divine Compassion'); Postlude
- Eight varied pieces for organ: Arietta in A major; Minuet; Recessional; Andantino alla Cantilena; Introit; Dedication March; Pastorale; Epilogue
- Songs without Words - Six pieces for organ: Noel Nouvelet; Song without Words; Trumpet Minuet; God rest you merry, Gentlemen; The Coventry Carol; Good King Wenceslas
- Five Portraits for home organs

#### Blasmusik
- Little Suite for Brass (arr. Cresswell): Prelude; Adagio; Festive March

### Vokalwerke

#### Chormusik
- Missa Sanctae Mariae Magdalenae
- Missa Princeps Pacis
- The Saviour - A meditation upon the death of Christ
- The Divine Compassion - A sacred cantata
- St Francis of Assisi - An oratorio
- Songs of Spring - A cantata
- O Lord, Spread thy Wings o'er me (Anthem)
- Spirit of God (Anthem)
- Dominus Firmamentum Meum (Anthem)
- Lo! My Shepherd is Divine (Anthem)
- Lo, God is Here (Anthem)
- Seven Anthems: Sing the Life - Easter Carol; A Hymn of Thanksgiving; O Love, I give myself to Thee; O for a closer walk with God; Then come, all ye People - Carol; The Lord is my Shepherd; Love divine, all Loves excelling
- Tantum Ergo
- Born a King - Cantata for Christmas

#### Werke für Sologesang
- The Songs of William Lloyd Webber: I looked out into the Morning; Over the Bridge; How do I love Thee; The Forest of Wild Thyme; The pretty Washer-Maiden; A Rent for Love; To the Wicklow Hills; So lovely the Rose; Eutopia; The Cottage of Dreams
- Three Arias for Tenor and Organ: And I saw a new Heaven; The King of Love (from 'The Saviour'); Thou art the King (from 'The Divine Compassion')
- Lullaby
- Spring is the Time for Love
- The Call of the Morning
- Sun-Gold

#### Carols
- Jesus, dear Jesus
- The Stable where the Oxen stood (The Manger Bright)
- Then come, all ye People

#### Partsongs
- April
- Corinna's Lute
- Sun-Gold
- Moon Silver
- Lament
- I heard a Rush of Wings
- The Moon
- A Magic Morn
- The Heather Hills